# Pegias fabula
Pegias fabula es una especie de molusco bivalvo  de la familia Unionidae. Es la única especie del género Pegias.

## Distribución geográfica
Es  endémica de los Estados Unidos.